# Allée couverte du Grand Village
L'allée couverte du Grand Village est située sur la commune de Caro, dans le Morbihan. 

## Protection
Le site est inventorié à l'inventaire général du patrimoine culturel depuis 1986. 

## Description
Cette allée couverte, très étroite (1,20 m de largeur en moyenne) et longue de 25 m, est l'une des plus longues du département. Elle est orientée nord-ouest/sud-est. Le site conserve huit dalles de couverture et 26 supports, dont sept sont encore dressés. L'allée est fermée aux deux extrémités par une dalle sur chant. L'édifice a la particularité de posséder une entrée latérale dirigée vers le sud, à peu près à mi-longueur, ce qui la distingue de la plupart des allées couvertes, dont l'entrée est axiale. Les blocs de pierre qui la composent sont en quartz.
Une seconde allée couverte, située à l'ouest, de l'autre côté de la départementale D168, qui était déjà très ruinée, a été définitivement détruite en 1988 par le propriétaire du terrain. 